# Zarathuštra
Zaratustra (eng. Zoroaster, starogrčki Ζωροάστρης Zōroastrēs, perzijski: زرتشت‎‎ ; Zartosht) (oko 1500–650 pr. Kr. - oko 1000–500 pr. Kr.) je perzijski filozof i prorok, osnivač mazdaizma, kulta mudrosti, i središnja figura potonje religije, zoroastrizma. 
Pojam Zaratustra se međutim može smatrati titulom činovnika, s istim značenjem kao starogrčki pojam "gramatej" odnosno "gramateus", odnosno "načelnik". zarathushtrôish - zarathushtrôtema - zarathushtrôtemahe - zarathushtrôtemâica i.t.d. se po tome možda odnosi na staratelje pravilne artikulacije.
Krajem devetnaestog - početkom dvadesetog stoljeća, zapadni su istraživači, uz minimalne dokaze, odlučili da da je Zaratustra povijesni prorok, koji je reformirao naslijeđenu religiju Iranaca, pružajući tako zoroastrizmu pandan drugim povijesnim (i nepovijesnim) utemeljiteljima religija.
Staroiranskom pjesniku zbilja (anghvô) podijeljena je na različita vrsta postojanja, prvenstvo istina (asha) i laž (druj).
Jezgra njegovog nauka može se sažeti u sljedećoj izreci: Humata, Hukhta, Huvarshta (Dobre misli, dobre riječi, dobra djela). Prema Zaratustri, osnovu naše zemaljske egzistencije predstavlja kozmička borba između Istine (pahlavi: Ahlāyīh) i Laži (pahlavi: Druz), koja se često predstavlja kao borba između dobra i zla, ili svjetlosti i tame, u zapadnoj paradigmi. U kasnijem zoroastrizmu, suprotstavljene sile u ovoj borbi se nazivaju Ahura Mazda (Bog) i Ahriman (Vrag).
Oxfordski rječnik ga postavlja na prvo mjesto kronologije filozofa, kao osnivača filozofskog sustava mazda-jasna (avestanski: mazda – mudrost, jasna – obožavanje). Pretpostavlja se da su sljedbenici Zaratustre, poštovatelji mudrosti, prenosili znanje perzijskim Grcima, koji su se poslije služili sličnim pojmom, filozofija.

## Vrijeme života
Često se govori da je živio oko 600. pr. Kr., ali jezik kojim se služio je upućivao mnoge znanstvenike na pretpostavku da je živio oko 1500. pr. Kr., što bi ga učinilo prvim velikim prorokom svjetskih religija. Babilonski povjesničar Beros (umro 320. pr. Kr.) je smjestio njegov život 2000 godina pr. Kr. dok je u jednoj verziji prijevoda Diogena Laertija taj život pomaknut na šest stoljeća prije Kserksovog pohoda, tj. oko 1082. pr. Kr. a prema jednoj muslimanskoj predaji Zaratustra je bio suvremenik Mojsijev (1400. pr. Kr. - 1300. pr. Kr.). Danas se kao kompromis uglavnom prihvaća razdoblje oko 1200. – 1100. godine pr. Kr.
Prema predaji, Zaratustrino rodno mjesto bilo je Raj, na sjeveru Irana. Odatle je putovao kroz različite dijelove Perzije, da bi se konačno naselio u gradu Balk, propovijedajući Mazdajasnu pod zaštitom legendarnoga kralja Vištaspa. Tamo je živio isposničkim životom do dobi od 77 godina.

## Ekstaze u mladosti
Kao dijete, Zaratustra je pomno odlazio na tečajeve mazdaističkog bogoslužja i u početku su svećenici bili zadivljeni njegovim sjajnim napredovanjem. Još od kako je bio sasvim mali ni njegovi roditelji nisu razumjeli zašto je odbijao svako meso i zadovoljavao se žitaricama, voćem i povrćem.
Stalno meditirajući na planinskom putu, prorok se jasno sjećao svojih prvih mladenačkih ekstaza. Bili su to tako fantastični i osobni doživljaji konačne stvarnosti da se Zaratustra dva-tri puta povjerio onima koji su mu bili bliski, a ovi su pomislili da je bolestan ili lud. Mobed zadužen za njegovo poučavanje smatrao je za svetogrđe svako pravo na ekstazu, osim ekstaza nastalih zbog ljevanica boga-biljke Haome. Uspomena na ova mladenačka Zaratustrina ushićenja, bit će dakle tim više prisutna, što su ta ushićenja ubuduće ostajala njegova tajna. Zaratustra je proživio mistično sjedinjenje sa svemirom.
Kada bi došao k svijesti, njegovom duhu se nametala vizija kako nadlijeće čovječanstvo  zahvaljujući duhovnim silama koje će poslije nazvati "anđelima", od kojih svaka odgovara jednom području kraljevstva Ahura Mazde. Njih će Zaratustra definirati u sedam izraza Boga, od kojih je prvi Mudrost (Mazda); drugi je Dobra Misao, Vohu Manah; treći Aša Vašista, Pravedni poredak; četvrti Khšatra, Božje Kraljevstvo; peti, Armaiti, Pobožnost; šesti Haurvatat, Zdravlje; i na kraju sedmi Ameretat, Besmrtnost. Ovo su Zaratustrine božanske vrline kojima se Bog može opaziti u izrazima u svijetu.
Prije njegovog prevrednovanja, Aša je bio ognjeni atribut Varune, Khšatra je vladao metalima, što je bila zamjena za ratničku funkciju Indre, Armaiti je, sa Sarasvati, bila riječna božica hraniteljica zemlje, dok su Haurvatat i Ameretat malo-pomalo stjecali prednost nad indo-iranskim bogovima blizancima Nasatijama, koji su vladali vodama i biljkama i za koje se, u suhom i neplodnom prirodnom okruženju tih krajeva, smatralo da odagnavaju bolest i smrt. Tako se mazdaizam nastavio služiti božanstvima čija je imena Zaratustra preuzeo da bi označio velike apstraktne bitnosti svog sustava.

## Silazak s planine
Predaja se ne slaže u tome koliko je godina Zaratustra, povukavši se od svijeta, proboravio na planini. Uglavnom, poslije nekoliko godina, Zaratustra se odlučio obratiti kaviju koji je u tom kraju bio najpoznatiji po mudrosti. Zato se obratio Vištaspu, kog je izgleda, dobro poznavao i koji je morao vladati u Baktriji, nedaleko od područja Samarkanda, gdje je prorok živio prije bijega. Da bi stigao do čestitog vladara on je zatražio posredovanje Frašaoštre, čijom se kćeri i oženio. Frašaoštra je bio prvi Zaratustrin pobornik i uspio je uvjeriti vladara da primi i podrži proroka. Po zoroastrijskoj predaji, prorok je uspio uvjeriti kavija da mu pruži potporu tako što je na njegovom dvoru izveo nekoliko čuda. Također je na kavijevom dvoru Zaratustra izgleda osnovao jednu grupu učenika koje je nazvao "siromasima", koji su živjeli smjerno i svuda išli u četama propovijedajući Zaratustrin nauk.

## Nauk
Zaratustra je naučavao da je Bog isključivi Dobar Stvoritelj svih stvari, Sunca, Mjeseca i zvijezda, duhovnog i materijalnog svijeta, čovjeka i zvijeri. Mudri gospodin (Ahuramazda) je dobrostivi vladar, prijatelj ne samo Zaratustre, već i svih ljudi. On ni na koji način nije odgovoran za zlo na svijetu, zlo dolazi od razornog duha (Angra Mainyu), čija je narav divlja i razorna. On je stvorio demone, on vlada paklom i od početka se suprotstavlja Bogu. U Zaratustrinoj religiji svijet je bojno polje na kojem se bore sile dobra i zla.
Bog je stvorio svijet i čovjeka da mu pomognu u toj borbi. Svi muškarci i žene, (u Zaratustrinoj religiji oba spola imaju iste dužnosti) imaju osobnu odgovornost da izaberu između dobra i zla. Ljudima će se suditi na drugom svijetu na osnovi njihove slobodne volje u odabiranju. Otkrivajući etičku svrhu koja se krije iza stvaranja, Zaratustra objavljuje: "jer za čovjeka čiji je život pravedan, nema smrti...ona je samo za nevaljalce". Oni čije dobre misli, riječi i djela nadjačaju zlo, idu u nebo bez obzira na njihov društveni položaj. Oni čije zle misli, riječi i djela nadjačaju dobro, idu u pakao, opet bez obzira na njihov društveni položaj. Ta je moralna demokracija vrijeđala svećenike i vladare koji su raj smatrali svojim isključivim pravom.
Bog je stvorio i božanska bića, među kojima su najistaknutije Besmrtne vrline (Amaša spanta), sinovi i kćeri boga. Postoji bitna apstraktna dimenzija njihove prirode, što nam pokazuju i njihova imena: Dobra misao (Vohu-mano), Pravednost (Aša), Pobožnost (Armaiti), Vlast (Kšatra), Cjelovitost i Besmrtnost (Harvatat i Amurtat). One nisu samo božanska bića, nego su i uzori kojima bi svi kreposni ljudi trebali težiti. Vjerovalo se da svaka od besmrtnih vrlina štiti i da je prikazana jednom od šest djela koja zajedno čine dobro djelo Boga: stoka, vatra, zemlja, metal, voda i biljke. U važnim obredima prisutan je predstavnik svakog pojedinog božjeg djela a time i besmrtne vrline, tako da se simbolički prikazuju i zemaljski i nebeski svijet. Sedmo je djelo sam čovjek, predstavnik Boga, a prisutan je u obredu u osobi svećenika.
Sin Spitama, veoma rano osjetljiv za bol životinja, koji je vrlo brzo napredovao dotle da ne razdvaja duboke uzroke podrijetla svake patnje, htio je biti zaštitnik životinja i užasavao se zbog divljaštva većine ljudskih bića prema njima. Ustajući protiv zla koje čovjek dodaje stvaranju svojim nerazumnim djelima spram životinja, on proglašava: "Mazda proklinje one koji drage volje kolju životinje i one koji više vole srebro od pravičnosti, koji teže vlasti da bi činili zlo..." U nekoliko oštrih rečenica saopćava prorok svojim učenicima što očekuje od čovjeka svjetlosti. "Najbolje od svih dobrih djela, veli on, jest, spram neba, obožavati Gospodina, a prema zemlji, dobro postupati sa stokom... Pobožan čovjek je zdrav; umom, riječima, djelom, savješću, on uvećava pravdu..." Zaratustra je okupljao sve ljude koji su se prepoznavali kao sinovi Boga, ne po oholosti nego po volji da na ovome svijetu, za svog života, utjelove malo božanske svjetlosti, i to svojim dobrim mislima, dobrim riječima i dobrim djelima, jedinoj disciplini koja može pridonijete istinskoj preobrazbi svijeta.
Zaratustra je naučavao da je svijet u biti dobar, ali je iskvaren napadima zla. Očekivao je dan kada će borba protiv zla dostići svoj vrhunac, kada će dobro pobijediti a svijet se vratiti u stanje savršenstva, koje mu je Stvoritelj darovao.

## Reformator
Zaratustra je po obiteljskom podrijetlu pripadao svećeničkoj kasti, prema trojnoj podjeli indo-iranskog društva. Njegove ideje se vrlo rano nisu mogle uklopiti u običaje mazdaističkog svećenstva. Zaratustra je izveo korjenitu revoluciju religijskog mišljenja, a slovom arijevskog politeizma poslužio se samo kao orijentirom u apstraktnom području kojim vodi vjernika.
Svojim propovijedima Zaratustra se pojavio kao strastveni protivnik tradicionalne arijevske religije. Usprkos strahovitoj suši koja je harala, mazdaistički i Mitrini svećenici odbili su smanjiti svoja zahtjevna prinošenja žrtvi, te su podsticali kavije da od seljaka oduzimaju ono malo goveda koja su im bila preostala. Propovijedajući zaštitu goveda, od velikog vola do male teladi, prorok je branio prava stočara i seljaka, koji su bili neprestana žrtva pljački. Zaratustra je upućivao žestoke pogrde svim demonskim ljudima (daevama), zbog čijih uništavanja kanala za natapanje i usjeva polja ostaju neobrađena. Optužuje kavije i karapane zato što varaju narod i navode ga na krivi put vjerovanja u uzaludne umilostivljujuće žrtve. Zaratustra predviđa kaznu koju ovi prijatelji laži navlače na sebe: "Prinositeljima žrtava koji se ne pokoravaju pravilima stočarstva, zbog patnje koje nanose volu, otkrij, o Mazda, kaznu koja će ih dokrajčiti, zbog njihovih djela i njihovih odluka u boravištu Zla!... Pošto se ne preobraćuju, gluhi i slijepi bit će uništeni, a također i oni koji, imajući punu vlast, nikako ne daju život..."(Jasna 32.15).
Svećenici su navaljivali na jednog lokalnog vladara, kavija Akhtiju, da baci Zaratustru u zatvor, a pošto to nisu uspjeli, protjerali su ga iz zemlje.

## Povratak na planinu
Bez potpore, bez prijatelja, odbačen čak i od svojih roditelja, lutao je pustinjom sam, a na njegovom putu prema planinama Pamira bio je presretan i izlagan nasilju pri prolasku crnih konjanika Karapana. Svaki su mu put ti Karapani prijetili smrću nastavi li da na sve strane optužuje njihova djela kao demonska. Prema predaji, što je dalje odmicao, zemlja kao da se preporađala pod njegovim nogama, sunce je budilo bezbrojne cvjetove, a cijela planina je pjevala zbog njegovog dolaska.
Izbjegavajući zamke koje su mu postavljali njegovi protivnici, željni da ga snađe smrt pod kopitima volovskog krda, Zaratustra se povukao iz svijeta u jednu špilju na jednom brdu, zazivajući mudrost koja sveznajućem Gospodu nije mogla nedostajati. Tu je vodio iscrpne i dugotrajne razgovore s Ahura Mazdom, saznajući od njega važne stvari o stvaranju svijeta i duhovnosti općenito.

## Legende
Prema zoroasterskoj predaji, Zaratustra je bio jedino ljudsko biće koje se smijalo pri dolasku na svijet što govori o optimizmu njegovog nauka. Iz svetih spisa također saznajemo da je njegov um odašiljao tako snažne valove da su odgurivali ruku koja bi se polagala na njegovo čelo. Sljedbenici Zaratustrine religije vjeruju da je njihovog proroka odabrao Bog da bi primio njegovo otkrovenje. To je sadržaj sedamnaest hvalospjeva, gatha, nadahnuto Zaratustrinim uvjerenjem da ga je Bog pozvao i osobno mu se pokazao. Pravovjerni obožavatelji Zaratustre vjeruju da je ovaj sveti prorok izvodio čuda, ali Zaratustra za sebe nikada nije rekao da je čudotvorac.
Legende o Zaratustrinom životu su nastale jako rano i one su se zadržale u usmenoj predaji, sve dok ih, poslije mnogo stoljeća, nije ponovno prikupio jedan pjesnik iz Rage, svetoga grada zoroastrizma, u djelu zvanom Zaratušt-Nama. U Zaratušt-nami iznosi se da je prije dolaska Zaratustre, na zemlji vladalo bezakonje i da su narodi pali pod vlast Ahrimana. Tada je, govori se, milostivi Bog odlučio stvoriti ljudima vođu. Zaratustra bi mogao biti treći od pet sinova Dughdhove koja je, izgleda zračila svjetlošću za vrijeme začeća, i Purušaspa, pobožnog i pismenog čovjeka čije ime znači "vlasnik pjegavih konja", a koji je potjecao iz jednog starog arijevskog roda povezanog s kavijima tog dijela istočne Perzije. Ime Zaratustra, značilo bi prema različitim prevoditeljima, "čovjek sa starim devama", ili pak "vodič deva". Njegovo obiteljsko ime, Spitama, označava uglednu i sjedilačku arijevsku obitelj čiji je veliki predak bio izvjesni Haekataspa, čije ime znači "perač konja". Ova upućivanja na konje i deve ukazuju na nomadsko podrijetlo Zaratustrinog plemena, koje je nesumnjivo prihvatilo sjedilački način života i koji su bili među prvim kavijima u istočnoj Perziji.